# Claudi Alsina i Bonafont
Claudi Alsina i Bonafont (Barcelona, 1859-  21 de juliol de 1934) va ser un mestre d'obres català, conegut sobretot com a col·laborador d'Antoni Gaudí.

## Biografia
Va ser col·laborador d'Antoni Gaudí, del qual va dirigir diverses de les seves obres, en projectes com el Temple Expiatori de la Sagrada Família, la Casa Vicens, el Palau Güell i el Col·legi de les Teresianes. Gràcies a la confiança guanyada amb l'arquitecte amb el seu bon fer, Gaudí li va enviar a supervisar les obres de la Casa Botines a Lleó. Posteriorment es va instal·lar a Gijón, on va executar diverses obres per tot el nord d'Espanya: una de les principals va ser la direcció d'obra del Temple del Sagrat Cor a Gijón (1910-1925), projectat per Joan Rubió i Bellver, un dels deixebles de Gaudí.
Mor al Carrer Astúries, 30 de Barcelona el 21 de juliol de 1934 a l'edat de 75 anys, casat amb Maria Soler.